# 닫힌 시간꼴 곡선
수리 물리학에서 닫힌 시간꼴 곡선(Closed timelike Curve)은 로런츠 다양체(Lorentzian manifold)안의 세계선으로 시공간 안에서 닫혀있는 물질의 입자이다. 여기서 닫혀있다는 것은 시작점으로 다시 돌아감을 의미한다.
닫힌 시간꼴 곡선의 존재 가능성은 1937년 윌리엄 제이콥 밴 스토쿰(Willem Jacob van Stockum)에 의해 처음 발견되었으며 1949년 쿠르드 괴델(Kurt Gödel)에 의해 확실해졌다. 쿠르드 괴델은 닫힌 시간꼴 곡선을 허용하는 일반 상대성 이론의 해인 괴델 계량을 발견하였으며, 이 이후 티플러 원통(Tipler cylinder) 이나 웜홀(traversable wormholes)과 같이 닫힌 시간꼴 곡선을 포함하는 다른 일반 상대성 이론의 해가 발견되었다.
만약 닫힌 시간꼴 곡선이 존재한다면 이것은 과거로의 시간여행의 이론적 가능성을 의미하는 것으로 보인다. 노비코브의 자기 일관성 법칙(Novikov self-consistency principle)이 과거로 돌아가면서 나타나는 역설들을 피하게 해준다고 해도, 시간여행의 이론적 가능성이 증가함에 따라 할아버지 역설의 위험성 또한 높아진다.
이러한 위험성을 배제하기 위해 물리학자들은 닫힌 시간꼴 곡선들이 스티븐 호킹이 연대기 보호 가설(chronology protection conjecture)이라고 명명하여 표현한 양자 중력(quantum gravity) 이론에 의해 삭제될 것이라고 추측한다.
이외에도, 주어진 시공간에 있는 모든 닫힌 시간꼴 곡선들이 사건의 지평선을 지난다면, 시공간의 사건의 지평선을 삭제하는 연대기 검열(chronological censorship)이라는 특성이 인과적으로 잘 작동하여 관측자가 인과적 위배를 감지하지 못하게 한다고 주장하는 학자들도 있다.

## 같이 보기
- 인과 구조
- 시간 결정
- 푸앵카레 재귀정리